# Эдвардс, Уиллис
Уи́ллис Э́двардс (англ. Willis Edwards; 28 апреля 1903 — 27 сентября 1988) — английский футболист и футбольный тренер. Выступал на позиции правого хавбека за клубы «Честерфилд» и «Лидс Юнайтед», а также за национальную сборную Англии. После завершения карьеры игрока работал на различных тренерских должностях.

## Клубная карьера
Эдвардс родился в шахтёрской деревне Блэкуэлл вблизи Ньютона (графство Дербишир). Со школьных лет работал в местной шахте, параллельно выступая за местную футбольную команду «Ньютон Рейнджерс». 14 февраля 1922 года перешёл в «Честерфилд» за 10 фунтов стерлингов после успешного прохождения просмотра в резервной команде. Дебютировал за клуб в Лиге Мидленда в возрасте 16 лет. Провёл за клуб 70 матчей и забил 1 гол.
В марте 1925 года перешёл в «Лидс Юнайтед» за 1500 фунтов стерлингов. Вскоре стал одним из ключевых игроков средней линии команды, отличаясь точными передачами и хорошей техникой. За все 18 лет, которые он провёл в составе «Лидс Юнайтед», он ни разу не получал жёлтые или красные карточки в официальных матчах. В общей сложности провёл за клуб 444 официальных матча и забил 6 голов. В военное время провёл за «Лидс Юнайтед» ещё 24 неофициальных матча и забил 2 гола.
В мае 1947 года после выбывания «Лидс Юнайтед» во Второй дивизион главный тренер клуба Билл Хэмпсон был уволен. Руководство клуба назначило Эдвардса главным тренером «Лидс Юнайтед». Его тренерский опыт оказался неудачным: он одержал только 13 побед в 47 матчах, а команда заняла только восемнадцатое место во Втором дивизионе. В апреле 1948 года Эдвардс покинул должность главного тренера, оставшись работать в тренерском штабе нового главного тренера, которым стал опытный Фрэнк Бакли. В июле 1951 года отправился в Южную Африку, где занимался скаутской деятельностью. С июня по декабрь 1958 года был исполняющим обязанности главного тренера «Лидс Юнайтед». Покинул клуб только в 1960 году, проведя в «Лидсе» 35 лет.

## Карьера в сборной
1 марта 1926 года дебютировал за национальную сборную Англии в матче против сборной Уэльса. Всего провёл за сборную 16 матчей, пять последних — в качестве капитана.
По некоторым данным, Эдвардс предоставлял собственные прогнозы на предстоящие футбольные матчи для английских газет (за исключением прогнозов на матчи «Лидс Юнайтед»), что не одобрялось Футбольной ассоциацией, вследствие чего Уиллис не был приглашён для участия во «многих» матчах сборной Англии.

### Список матчей за сборную Англии
| №  | Дата            | Стадион                           | Соперник   | Результат | Турнир             | Примечания      |
| -- | --------------- | --------------------------------- | ---------- | --------- | ------------------ | --------------- |
| 1  | 1 марта 1926    | «Селхерст Парк», Лондон           | Уэльс      | 1:3       | Домашний чемпионат |                 |
| 2  | 17 апреля 1926  | «Олд Траффорд», Манчестер         | Шотландия  | 0:1       | Домашний чемпионат |                 |
| 3  | 20 октября 1926 | «Энфилд», Ливерпуль               | Ирландия   | 3:3       | Домашний чемпионат |                 |
| 4  | 12 февраля 1927 | «Рейскорс Граунд», Рексем         | Уэльс      | 3:3       | Домашний чемпионат |                 |
| 5  | 2 апреля 1927   | «Хэмпден Парк», Глазго            | Шотландия  | 2:1       | Домашний чемпионат |                 |
| 6  | 11 мая 1927     | «Оскар Боссар», Брюссель          | Бельгия    | 9:1       | Товарищеский матч  |                 |
| 7  | 11 мая 1927     | «Стад де ля Фронтьер», Люксембург | Люксембург | 5:2       | Товарищеский матч  |                 |
| 8  | 26 мая 1927     | «Коломб», Париж                   | Франция    | 6:0       | Товарищеский матч  |                 |
| 9  | 31 марта 1928   | «Уэмбли», Лондон                  | Шотландия  | 1:5       | Домашний чемпионат |                 |
| 10 | 17 мая 1928     | «Коломб», Париж                   | Франция    | 5:1       | Товарищеский матч  |                 |
| 11 | 19 мая 1928     | «Олимпийский», Антверпен          | Бельгия    | 3:1       | Товарищеский матч  |                 |
| 12 | 22 октября 1928 | «Гудисон Парк», Ливерпуль         | Ирландия   | 2:1       | Домашний чемпионат | Капитан сборной |
| 13 | 17 ноября 1928  | «Гудисон Парк», Ливерпуль         | Уэльс      | 3:2       | Домашний чемпионат | Капитан сборной |
| 14 | 13 апреля 1929  | «Хэмпден Парк», Глазго            | Шотландия  | 0:1       | Домашний чемпионат | Капитан сборной |
| 15 | 19 октября 1929 | «Уиндзор Парк», Белфаст           | Ирландия   | 3:0       | Домашний чемпионат | Капитан сборной |
| 16 | 20 ноября 1929  | «Стэмфорд Бридж», Лондон          | Уэльс      | 6:0       | Домашний чемпионат | Капитан сборной |

Итого: 16 матчей / 0 голов; 10 побед, 2 ничьи, 4 поражения

## Достижения
Лидс Юнайтед
- Второе место во Втором дивизионе (выход в Первый дивизион): 1927/28, 1931/32

Сборная Англии
- Победитель Домашнего чемпионата Британии: 1926/27 (разделённый титул), 1929/30

## Личная жизнь
После завершения футбольной карьеры работал на заводе по производству варенья.
Умер в Лидсе в сентябре 1988 года в возрасте 85 лет.